# Seznam sovjetskih letalskih asov druge svetovne vojne
Seznam sovjetskih letalskih asov druge svetovne vojne vojne.

## A
- Šamil Munasipovič Abdrašitov
- Nikolaj Ivanovič Abramčuk
- Vladimir Fjodorovič Abramov
- Sergej Vasiljevič Ačkasov
- Vasilij Semenovič Adonkin
- Vladimir Iljič Afanasjev
- Peter Grigorjevič Agejev
- Viktor Iljič Aleksanderjuk
- Konstantin Stepanovič Aleksejev
- Nikolaj Mihajlovič Aleksejev
- Aleksej Vasiljevič Aleljuhin
- Aleksej Stjepanovič Amelin
- Sultan Amet-Han
- Stjepan Filipovič Andrejev
- Ilja Filipovič Andrianov
- Vasilij Ivanovič Andrianov
- Jegor Jefremovič Ankudinov
- Sergej Nikolajevič Anohin
- Jurij Aleksandrovič Antipov
- Aleksej Kasjanovič Antonjenko
- Fjodor Fjodorovič Arhipenko
- Nikolaj Arsentjevič Arhipov
- Nikolaj Semjonovič Artamonov
- Boris Nikolajevič Artjuhin
- Ivan Mihajlovič Astahov
- Mihail Jegorovič Astaškin
- Dimitrij Nikolajevič Aščaulov
- Aleksander Fjodorovič Avdjejev
- Mihail Vasiljevič Avdjejev
- Ivan Avdjejevič Avekov
- Jevgenij Aleksejevič Azarov

## B
- Pavel Konstantinovič Babajlov
- Ivan Iljič Babak
- Vasilij Petrovič Babkov
- Mihail Mihajlovič Badjuk
- Grigorij Jakovljevič Bahčivandži
- Andrej Jakovljevič Baklan
- Ivan Fjodorovič Baljuk
- Mihail Sergejevič Barabanov
- Mihail Dimitrijevič Baranov
- Mihail Semjonovič Baranov
- Danil Gavrilovič Barčenkov
- Vasilij Nikolajevič Barsukov
- Aleksander Mihajlovič Bastrikov
- Peter Vasiljevič Bazanov
- Talgat Jakubekovič Begeldinov
- Čičiko Kajsarovič Bendeliani
- Vjačeslav Orefejevič Berjozkin
- Leonid Georgijevič Bjelousov
- Nikolaj Petrovič Bjelousov
- Aleksander Dimitrijevič Biljukin
- Vladimir Ivanovič Bobrov
- Nikolaj Andrejevič Bokij
- Mihail Zaharovič Bondarenko
- Vasilij Jefimovič Bondarenko
- Ivan Ivanovič Borisenko
- Ivan Grigorjevič Borisov
- Viktor Ivanovič Borodačev
- Nikolaj Vasiljevič Borodin
- Andrej Jegorovič Borovjih
- Pavel Aleksandrovič Brjizgalov
- Katarina Vasiljevna Budanova
- Aleksander Dimitrijevič Bulajev
- Vladimir Aleksandrovič Burmatov
- Sergej Avdjejevič Burnazjan
- Nikolaj Vladimirovič Bjikasov

## C
- Jevgenij Terentjevič Cjiganov
- Aleksej Stjepanovič Clobjistov

## D
- Andrej Stjepanovič Danilov
- Stepan Pavlovič Danilov
- Viktor Josifovič Davidkov
- Vladimir Gurjevič Denisenko
- Gavril Vlasovič Didenko
- Nikolaj Matvejevič Didenko
- Aleksander Aleksandrovič Djačkov
- Pavel Mihajlovič Dolgarev
- Sergej Fjodorovič Dolgušin
- Ivan Grigorjevič Dračenko
- Jevgenij Petrovič Draniščev
- Viktor Arkovič Dudničenko
- Nikolaj Pantelejevič Dunajev
- Peter Petrovič Dzjuba
- David Vasiljevič Džabidze

## F
- Vadim Ivanovič Fadjejev

## G
- Leonid Akimovič Galčenko
- Josif Ivanovič Gejbo
- Boris Borisovič Glinka
- Dimitrij Borisovič Glinka
- Sergej Grigorjevič Glinkin
- Ivan Fjodorovič Gnjezdilov
- Peter Andrejevič Gnido
- Pavel Jakovlevič Golovačev
- Vasilij Fjodorovič Golubjev
- Anatolij Jameljanovič Golubov
- Ivan Mihajlovič Gorbunov
- Sergej Dimitrijevič Gorelov
- Jurij Ivanovič Gorohov
- Aleksander Konstantinovič Gorovec
- Anatolij Aleksandrovič Gračev
- Arkadij Dimitrijevič Grebenjev
- Mihail Ivanovič Grib
- Gerasim Afanasjevič Grigorjev
- Nikolaj Vasiljevič Grinjev
- Peter Lukjanovič Griščenko
- Aleksej Aleksejevič Gubanov
- Peter Josifovič Guček
- Dimitrij Vasiljevič Gudkov
- Nikolaj Dimitrijevič Gulajev
- Grigorij Kapitanovič Gultjajev

## H
- Pjotr Timofejevič Haritonov

## J
- Aleksander Nikolajevič Jefimov
- Aleksej Aleksandrovič Jegorov
- Vladimir Aleksejevič Jegorovič
- Pavel Kuzmič Jeremin
- Dimitrij Vasiljevič Jermakov
- Kiril Aleksejevič Jevstignjejev

## K
- Ivan Nikolajevič Kalabuškin
- Viktor Kalinovski
- Andrej Kamanin
- Konstantin Konstantinovič Kokkinaki
- Grigorij Pantelejevič Kravčenko

## L
- Ivan Aleksejevič Lakejev
- Lidija Vladimirovna Litvjak

## M
- Aleksander Ivanovič Majorov
- Aleksej Josifovič Maksimenko
- Aleksander Borisovič Mastjerkov
- Fotij Jakovlevič Morozov
- Aleksander Fjodorovič Mošin

## N
- Vasilij Mihajlovič Najdjenko
- Anatolij Ivanovič Nefedov
- Savelij Vasiljevič Nosov

## P
- Pavel Ivanovič Pavlov
- Aleksander Ivanovič Pokriškin
- Vladimir Pavlovič Pokrovskij
- Nikolaj Ivanovič Prošenkov

## R
- Marina Raskova
- Nikolaj Stepanovič Ribko

## S
- Vitt Fjodorovič Skobarihin
- Aleksander Ivanovič Smirnov
- Nikolaj Vasiljevič Strojkov
- Stjepan Pavlovič Suprun

## T
- Viktor Vasiljevič Talalihin
- Vasilij Petrovič Trubačenko

## V
- Aleksander Aleksejevič Vahlajev
- Nikolaj Izotovič Varčuk
- Jegor Vasiljevič Vasilevskij
- Valentin Ivanovič Vedenjejev
- Jakov Iljič Vernikov
- Konstantin Grigorjevič Višnjeveckij
- Ivan Aleksejevič Višňjakov
- Ivan Petrovič Vitkovskij
- Nikolaj Ivanovič Vlasov
- Anatolij Ivanovič Volodin
- Aleksander Iovič Vološin
- Ivan Aleksejevič Vorobjov
- Aleksander Grigorjevič Voronko
- Arsenij Vasiljevič Vorožejkin
- Aleksander Ivanovič Vjibornov

## Z
- Georgij Nefedovič Zaharov
- Aleksander Andrejevič Zajcev
- Vasilij Aleksandrovič Zajcev
- Mihail Mihajlovič Zelenkin
- Jekaterina Ivanovna  Zelenkova
- Nikolaj Andrianovič Zelenov
- Vasilij Mihajlovič Ziborov

## Ž
- Nikolaj Prokofjevič Žerdjev
- Jevgenij Nikolajevič Žerdij
- Boris Vasiljevič Žigulenkov
- Mihail Petrovič Žukov